# Astrononioninae
Astrononioninae es una subfamilia de foraminíferos bentónicos de la familia Nonionidae, de la superfamilia Nonionoidea, del suborden Rotaliina y del orden Rotaliida. Su rango cronoestratigráfico abarca desde el Eoceno medio hasta la Actualidad.

## Clasificación
Astrononioninae incluye a los siguientes géneros:
- Astrononion
- Fijinonion
- Laminononion
- Pacinonion

Otro género considerado en Astrononioninae es:
- Astronoides, aceptado como Pacinonion